# Солітаріо рудогорлий
Солітаріо рудогорлий (Myadestes genibarbis) — вид горобцеподібних птахів родини дроздових (Turdidae). Мешкає на Карибах. Виділяють низку підвидів.

## Підвиди
Виділяють шість підвидів:
- M. g. solitarius Baird, SF, 1866 — Ямайка;
- M. g. montanus Cory, 1881 — Гаїті;
- M. g. dominicanus Stejneger, 1882 — Домініка;
- M. g. genibarbis Swainson, 1838 — Мартиніка;
- M. g. sanctaeluciae Stejneger, 1882 — Сент-Люсія;
- M. g. sibilans Lawrence, 1878 — Сент-Вінсент.

## Поширення і екологія
Рудогорлі солітаріо живуть в вологих гірських тропічних лісах на висоті 240-880 м над рівнем моря.